# Bernhard Hardtung
Bernhard Friedrich Hardtung (* 13. August 1961 in Marl) ist ein deutscher Jurist, Autor und Hochschullehrer.

## Werdegang
Bernhard Hardtung wurde als Sohn von Hermann und Anita Hardtung in Marl geboren und schloss seine Schullaufbahn 1981 mit dem Abitur ab. Von 1982 bis 1988 studierte er Rechtswissenschaften an der Ruhr-Universität Bochum. 1988 legte er sein erstes juristisches Staatsexamen ab. Von 1988 bis 1999 war er an der Universität als wissenschaftlicher Mitarbeiter, wurde dort 1993 mit der Dissertation Erlaubte Vorteilsannahme: §§ 331 StGB, 70 BBG, 10 BAT promoviert, war ab 1993 als wissenschaftlicher Assistent am Lehrstuhl für Strafrecht tätig. Von 1990 bis 1993 absolvierte er seinen Juristischen Vorbereitungsdienst am Oberlandesgericht Hamm. 1999 folgte seine Habilitation mit dem Titel Versuch und Rücktritt bei den Teilvorsatzdelikten des § 11 Abs. 2 StGB. Über Erfolgsqualifikationen und andere sogenannte Vorsatz-Fahrlässigkeits-Kombinationen. Seit 2000 ist er als Professor für Strafrecht, Strafprozessrecht und strafrechtliche Nebengebiete Inhaber des Lehrstuhls an der Juristischen Fakultät der Universität Rostock.
Seit 2003 veröffentlicht er im Münchener Kommentar zum Strafgesetzbuch sowie seit 2017 auch erstmals eigene juristische Fachwerke im Verlag C. H. Beck.
Von 2002 an wirkte er zwei Jahre als Studiendekan, war 2005 Mitglied des Senats und von 2006 bis 2007 Prodekan.

## Werke

### Als Autor
- Erlaubte Vorteilsannahme, Duncker & Humblot, Berlin 1994, ISBN 978-3-428-07995-7
- Versuch und Rücktritt bei den Teilvorsatzdelikten des § 11 Abs. 2 StGB, Carl Heymanns Verlag, 2002, ISBN 978-3-452-24923-4
- Examinatorium Strafrecht AT: Ein Lehrbuch zur Einführung, Vertiefung und Wiederholung mit Holm Putzke, Verlag C. H. Beck, 2017, ISBN 978-3-406-65783-2

### Als Mitautor
- Münchener Kommentar zum Strafgesetzbuch Bd. 1: §§ 1–51 StGB, Verlag C. H. Beck, 1. Auflage 2003, ISBN 978-3-406-48825-2
- Münchener Kommentar zum Strafgesetzbuch Bd. 3: §§ 185–262 StGB, Verlag C. H. Beck, 1. Auflage 2003, ISBN 978-3-406-48827-6
- Münchener Kommentar zum Strafgesetzbuch Bd. 1: §§ 1–37 StGB, Verlag C. H. Beck, 2. Auflage 2011, ISBN 978-3-406-60291-7
- Münchener Kommentar zum Strafgesetzbuch Bd. 4: §§ 185–262, Verlag C. H. Beck, 3. Auflage 2017, ISBN 978-3-406-68554-5